# 液晶乳化法
液晶乳化法（えきしょうにゅうかほう）は、界面活性剤が形成する液晶中に分散相（O/Wエマルションでは油相）を分散・保持させて微細な乳化粒子を生成させる技術である。ラメラ液晶を用いた液晶乳化は1989年に鈴木敏幸により開発された。乳化の第1ステップでラメラ液晶中に油相を分散保持させたゲル状の液晶中油型(O/LC)エマルションを形成させる。第2ステップではO/LCエマルションに水を添加させ、O/Wエマルションを生成させる。生成乳化粒子の粒子径は油/界面活性剤の比率に依存し、油の比率が小さくなるほど乳化粒子は微細となり、通常のエマルションからナノサイズのエマルションまで調製することができる。乳化剤としてはラメラ液晶を形成しやすい2鎖型の界面活性剤が適している。